# Nouveau Russe
Nouveau Russe (en russe : новый русский, novyï russkiï) est un terme désignant en Russie, les membres de la nouvelle classe sociale de personnalités des  affaires, le nouveau riche, qui s'est constituée depuis la chute de l'URSS.